# Charles Conrad Abbott

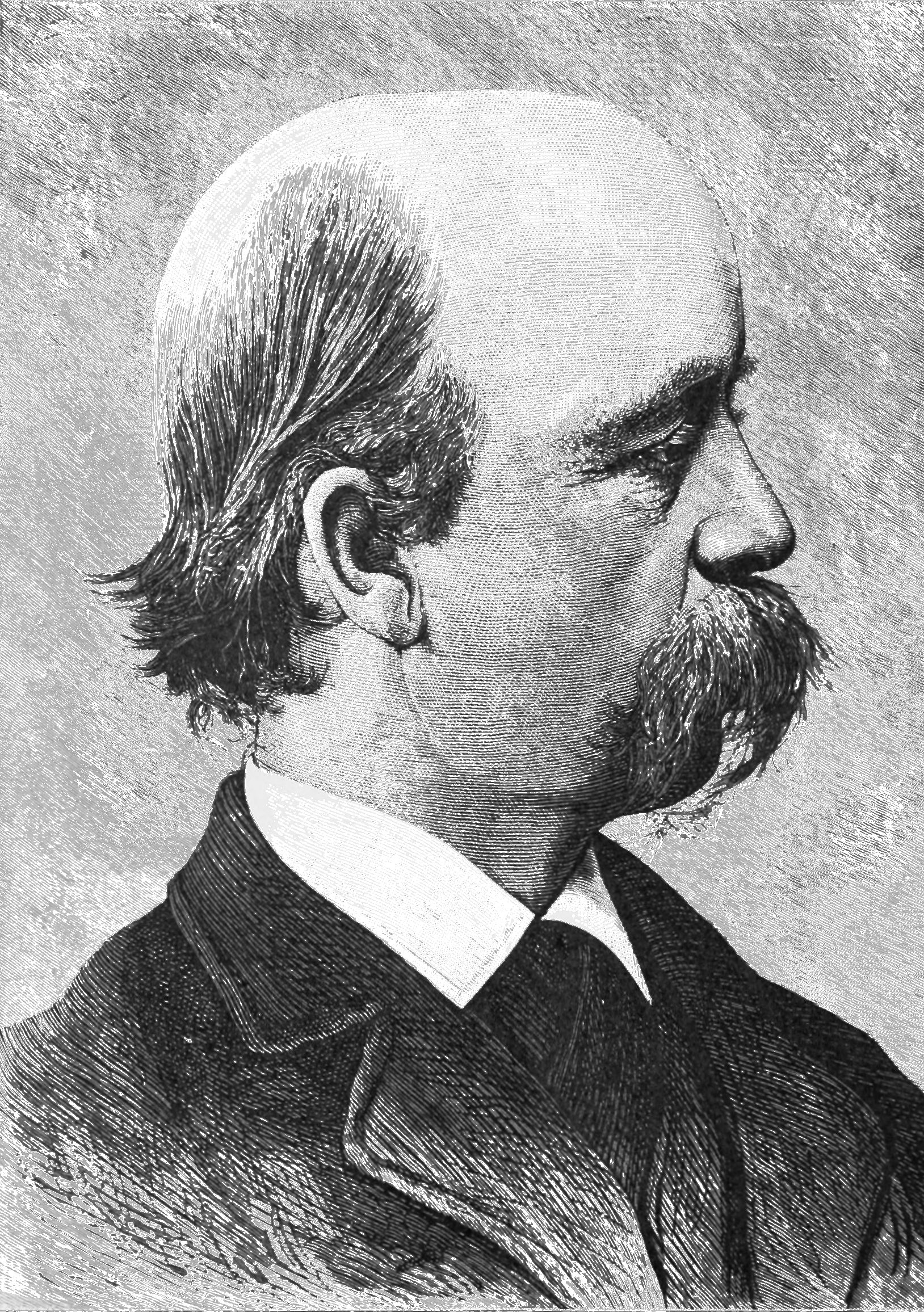
Charles Conrad Abbott 1886 eller 1887

Charles Conrad Abbott född 4 juni 1843, död 27 juli 1919 var en amerikansk arkeolog och naturforskare. Han var korresponderande medlem i Boston Society of Natural History, och han var medlem av American Philosophical Society of Philadelphia och Royal Society of Antiquaries of the North i Köpenhamn.

## Biografi
Abbott föddes i Trenton, New Jersey. Han var son till Timothy och Susan Conrad Abbott; sonson till Joseph och Anne Rickey Abbott. Han var ättling till John och Anne (Mauleverer) Abbott, som var nybyggare i New Jersey 1684, invandrade från England.Abbot studerade medicin vid University of Pennsylvania School of Medicine. Under det amerikanska inbördeskriget tjänstgjorde han som kirurg i unionsarmén. Han fick sin doktorsexamen från University of Pennsylvania 1865, men utövade sedan aldrig yrket. Han dog 1919  vid en ålder av 76 år i Bristol, Pennsylvania. Han hade flyttat dit efter att hans tidigare hem i New Jersey hade brunnit.

## Verk
Abbotts naturforskningar bestod främst av observationer av flora och fauna nära sitt familjehem. Han första framgångar på området var bidrag till ornitologin i New Jersey. Han publicerade ett stort antal vetenskapliga men populärt skrivna böcker och kortare artiklar om naturundersökningar. Böckernas mottagande var svalt och han möttes av skepsis och reservationer av etablerade amerikanska forskare. Abbot erkände inte sina egna misstag, men enskilda detaljer i hans verk var oriktiga. Han tillhörde olika vetenskapliga organisationer som New York Academy of Sciences. För en bredare allmänhet skrev han artiklar i tidskrifter som Popular Science Monthly, Lippincott's Magazine och Science Gossip.
Abbotts arbete med Delawaredalens arkeologi fick mer erkännande. Arbetet började i hans unga år. Under de utgrävningar som han organiserade gjorde han tusentals fynd av redskap och andra kvarlevor från nordamerikanska kulturer, de äldsta från äldre stenåldern enligt hans mening, men också från neolitikum. Hans huvudsakliga arbete om nordamerikansk arkeologi är boken Primitive Industry, som publicerades 1881. Abbott skrev också några skönlitterära romaner och noveller men hade ingen framgång på detta område av litteraturen.
1876 tillkännagav han att han upptäckt spår av mänsklig närvaro i Delawareflodens dalgång från den första istiden eller Kansan-istiden, som var för över 700 000 år sedan. Moderna arkeologer bedömer att de flesta av Abbotts Trenton Gravel Implements ska dateras mycket senare till Middle Woodland-perioden (mellersta skoglandsperioden) omkring 300–900 e.Kr. Abbot var biträdande curator för Peabody Museum i Cambridge, Massachusetts från 1876 till 1889. Han skänkte största delen av sin samling av 20 000 arkeologiska föremål till museet men han gav också fynd till andra arkeologiska samlingar. Från 1890 (1989?) till 1894 (1993?) tjänstgjorde var han intendent för University of Pennsylvanias Museum of Science and Art avdelning för amerikansk arkeologi. 
Abbot Farm National Historic Landmark är ett natur kulturområde som har döpts efter Abbot.